# Monique Corriveau
Pour les articles homonymes, voir Corriveau.
Monique Chouinard Corriveau est une écrivaine québécoise. Elle a écrit plusieurs livres pour la jeunesse. Elle est la sœur de Suzanne Martel, également auteure.

## Biographie
Monique Chouinard Corriveau est née à Québec le 6 septembre 1927. Elle est la fille de François-Xavier Chouinard, greffier de la Ville de Québec entre 1927 et 1961, et de Bernadette Rouillard.
Elle a fait ses études primaires et secondaires à l'école des Ursulines de Québec jusqu'en 1946 et ses études collégiales au Collège St-Michael de l'Université de Toronto de 1946 à 1948. Elle a obtenu son baccalauréat ès arts à l'Université Laval de Québec en 1950 et son baccalauréat en philosophie à la même université en 1950. Elle a poursuivi des études en littérature à l'Université Laval de 1969 à 1974.
Elle est connue pour ses romans historiques, policiers, d'aventures, de science-fiction et pour des contes, destinés à la jeunesse, ainsi qu'un roman pour les adultes. Elle a écrit quelques pièces de théâtre de marionnettes qui ont été présentées par le Théâtre pour enfant de Québec (TEQ)  (Théâtre de l'Estoc) à la fin des années 1960.
Les critiques ont souligné la qualité et la diversité de son œuvre, une certaine « connivence » avec les jeunes lecteurs (par la valorisation des personnages d'enfants dans des récits où les adultes sont souvent au second plan), ce qui n'empêche pas une volonté didactique de la part de l'auteure. Ses héros (le plus souvent masculins), des solitaires qui en imposent à leur entourage par leur audace, leur détermination et leur intelligence, sont des modèles de moralité et de sobriété. Chacun de ses dix enfants et son mari Bernard Corriveau se sont vu dédier un de ses romans.
Elle meurt à Québec le 29 juin 1976 et repose au cimetière Notre-Dame-de-Belmont à Québec.

## Hommages
Le Prix Monique-Corriveau de littérature jeunesse a été remis pendant quelques années en son honneur. La Bibliothèque Monique-Corriveau, de l'arrondissement Sainte-Foy–Sillery–Cap-Rouge à Québec, dans l'ancienne ville de Sainte-Foy, porte son nom depuis 1987, ainsi qu'une rue située à Lévis.
Un fonds d'archives de Monique Corriveau est conservé aux archives de l'Université Laval .

## Œuvre
- Le Secret de Vanille (roman), Québec, Éditions du Pélican, 1959 ; réédition, Québec, Éditions Jeunesse, coll. « Brin d'herbe », 1962 ; réédition, Montréal, Éditions Jeunesse, coll. « Karim », 1972   (ISBN 0-7772-4070-X) ; réédition, Montréal, Fides, coll. « du Goéland », 1981  (ISBN 2-7621-1094-7)
- Les Jardiniers du Hibou (roman), Québec, Éditions Jeunesse, coll. « Brin d'herbe », 1963 ; réédition, Montréal, Éditions Jeunesse, coll. « Karim », 1971
- Le Wapiti (roman), Québec, Éditions Jeunesse, coll. « Plein Feu », 1966 ; The Wapiti, traduction de J.M. L'Heureux, illustration de Paul Liberovsky, Toronto, McMillan, 1968 ; réédition, Montréal, Fides, coll. « des Mille Îles », 1988  (ISBN 2-7621-0685-0), réédition, Montréal, Fides, coll. « Grandes Histoires », 1995  (ISBN 2-7621-2578-2)
- Le Maître de Messire (roman), Québec, Éditions Jeunesse, coll. « Brin d'herbe », 1965 ; réédition, Montréal, Éditions Jeunesse, coll. « Karim », 1971
- Max (roman), Québec, Éditions Jeunesse, coll. « Plein Feu », 1965 ; réédition, Toronto, The Copp Clark Publishing Ed. (vocabulary and questions by G.A. Klinck), 1966  (ISBN 0-7730-2602-9) ; réédition, Montréal, Fides, 1985
- La Petite Fille du printemps (roman), Québec, Éditions Jeunesse, coll. « Brin d'herbe », 1966 ; réédition, Montréal, Fides, coll. « des Mille Îles », 1978  (ISBN 2-7621-1218-4)
- Cécile (contes), Québec, Éditions Jeunesse, 1968.
- Max au rallye (roman), Québec, Éditions Jeunesse, coll. « Plein Feu », 1968 ; réédition, Scarborough, Bellhaven House (vocabulary and questions by G.A. Klinck), 1970  (ISBN 0-88774-402-8) ; réédition, Montréal, Fides, 1985  (ISBN 2-7621-1262-1)
- Le Témoin (roman), Ottawa, Le Cercle du livre de France, coll. « Nouvelle France », 1969.
- Le Garçon au cerf-volant (roman), Montréal, Fides, coll. « du Goéland », 1974.  (ISBN 0-77-55-0515-3)[14] ; A Perfect Day for Kites, traduction anglaise de David Homel, illustration de Barbara Reid, Vancouver, Douglas & McIntyre, 1981, 116 p.  (ISBN 0-88899-011-1)
- Les Saisons de la mer (roman), Montréal, Fides, coll. « du Goéland », 1975.  (ISBN 0-7755-0545-5)[15] ; Seasons of the Sea, abréviation et traduction anglaise de David Homel, illustrations de Debi Perna, Toronto, Douglas & McIntyre, 1989, 95 p.  (ISBN 0-88899-086-3)
- Patrick et Sophie en fusée (roman), Saint-Lambert, Éditions Héritage, coll. « Galaxie », 1975  (ISBN 0-7773-3400-3) (OCLC 2492581)[16]; réédition, 1979
- Compagnon du Soleil (roman d’anticipation), Montréal, Fides, coll. « Intermondes », 1976[17] 3 volumes, t. I : L'Oiseau de feu  (ISBN 0-7755-0592-7), t. II : La Lune noire ( (ISBN 0-7755-0593-5), t. III : Le Temps des chats  (ISBN 0-7755-0594-3)

### Œuvres posthumes
- Le Guerrier : Les Montcorbier, Montréal, Fides, 1980  (ISBN 2-7621-0783-0)[18]
- La Mort des Autres : Les Montcorbier, Montréal, Fides, 1980  (ISBN 2-7621-0784-9)[19]
- Max en planeur (roman), Montréal, Fides, 1985.  (ISBN 2-7621-1264-8)
- Max contre Macbeth (roman), Montréal, Fides, 1985.  (ISBN 2-7621-1263-X)

### Œuvres théâtrales (non publiées) avec leurs dates de représentation
- Timothé disparaît (1965-1966)[20]
- Au secours, Timothé (1966-1967)
- Fichu Ben, je t'aime (1966-1967)
- Madame Chose à l'Expo (1967)[6],[21]
- Monsieur Nuage voyage (1967-1968)[22]

## Prix et distinctions
- 1958 - Prix de l'A.C.E.L.F. (Association canadienne des éducateurs de langue française), pour Le Secret de Vanille[23]
- 1960 - Prix de l'A.C.E.L.F., pour Les Jardiniers du hibou, présenté sous le titre Luc et ses amis[23]
- 1964 - Prix David (Prix du Concours littéraire de la province de Québec), pour Le Wapiti
- 1966 - Médaille de l'Association des bibliothécaires du Canada (Prix Marie-Rollet), pour Le Wapiti
- 1966 - Prix David (Prix du Concours littéraire de la province de Québec), pour Le Maître de Messire
- 1967 - Prix de la Commission du centenaire du Canada, pour Cécile
- 1971 - Prix Michelle-Le Normand, de la Société des écrivains canadiens, pour l'ensemble de son œuvre
- 1976 - Prix Alvine-Bélisle (à titre posthume)[3], de l'Association canadienne des Bibliothécaires, pour Les Saisons de la mer
- 1978 : (international) « Honor List »[24], de l'IBBY, catégorie Auteur, pour Les Saisons de la mer